# فيلا أديلينا (مدينة)
فيلا أديلينا (بالإسبانية: Villa Adelina)‏ هي منطقة سكنية تقع في الأرجنتين في San Isidro Partido. يقدر عدد سكانها بـ 44,587 نسمة وترتفع عن سطح البحر 26 متر.

## أعلام
- بيدرو فرنانديز